# Arrondissement Laval
Das Arrondissement Laval ist eine Verwaltungseinheit im französischen Département Mayenne innerhalb der Region Pays de la Loire. Verwaltungssitz (Präfektur) ist Laval.
Es besteht aus sieben Kantonen und 34 Gemeinden.

## Kantone
- Bonchamp-lès-Laval (mit 6 von 7 Gemeinden)
- L’Huisserie
- Laval-1
- Laval-2
- Laval-3
- Loiron-Ruillé
- Saint-Berthevin

## Gemeinden
Die Gemeinden des Arrondissements Angers sind:
| 1. Ahuillé (53001)                 | 2. Argentré (53007)                    | 3. Beaulieu-sur-Oudon (53026)      | 4. Bonchamp-lès-Laval (53034)      |
| 5. Bourgon (53040)                 | 6. Châlons-du-Maine (53049)            | 7. Changé (53054)                  | 8. Entrammes (53094)               |
| 9. Forcé (53099)                   | 10. L’Huisserie (53119)                | 11. La Brûlatte (53045)            | 12. La Chapelle-Anthenaise (53056) |
| 13. La Gravelle (53108)            | 14. Launay-Villiers (53129)            | 15. Laval (53130)                  | 16. Le Bourgneuf-la-Forêt (53039)  |
| 17. Le Genest-Saint-Isle (53103)   | 18. Loiron-Ruillé (53137)              | 19. Louverné (53140)               | 20. Louvigné (53141)               |
| 21. Montflours (53156)             | 22. Montigné-le-Brillant (53157)       | 23. Montjean (53158)               | 24. Nuillé-sur-Vicoin (53168)      |
| 25. Olivet (53169)                 | 26. Parné-sur-Roc (53175)              | 27. Port-Brillet (53182)           | 28. Saint-Berthevin (53201)        |
| 29. Saint-Cyr-le-Gravelais (53209) | 30. Saint-Germain-le-Fouilloux (53224) | 31. Saint-Jean-sur-Mayenne (53229) | 32. Saint-Ouën-des-Toits (53243)   |
| 33. Saint-Pierre-la-Cour (53247)   | 34. Soulgé-sur-Ouette (53262)          |                                    |                                    |

## Neuordnung der Arrondissements 2017

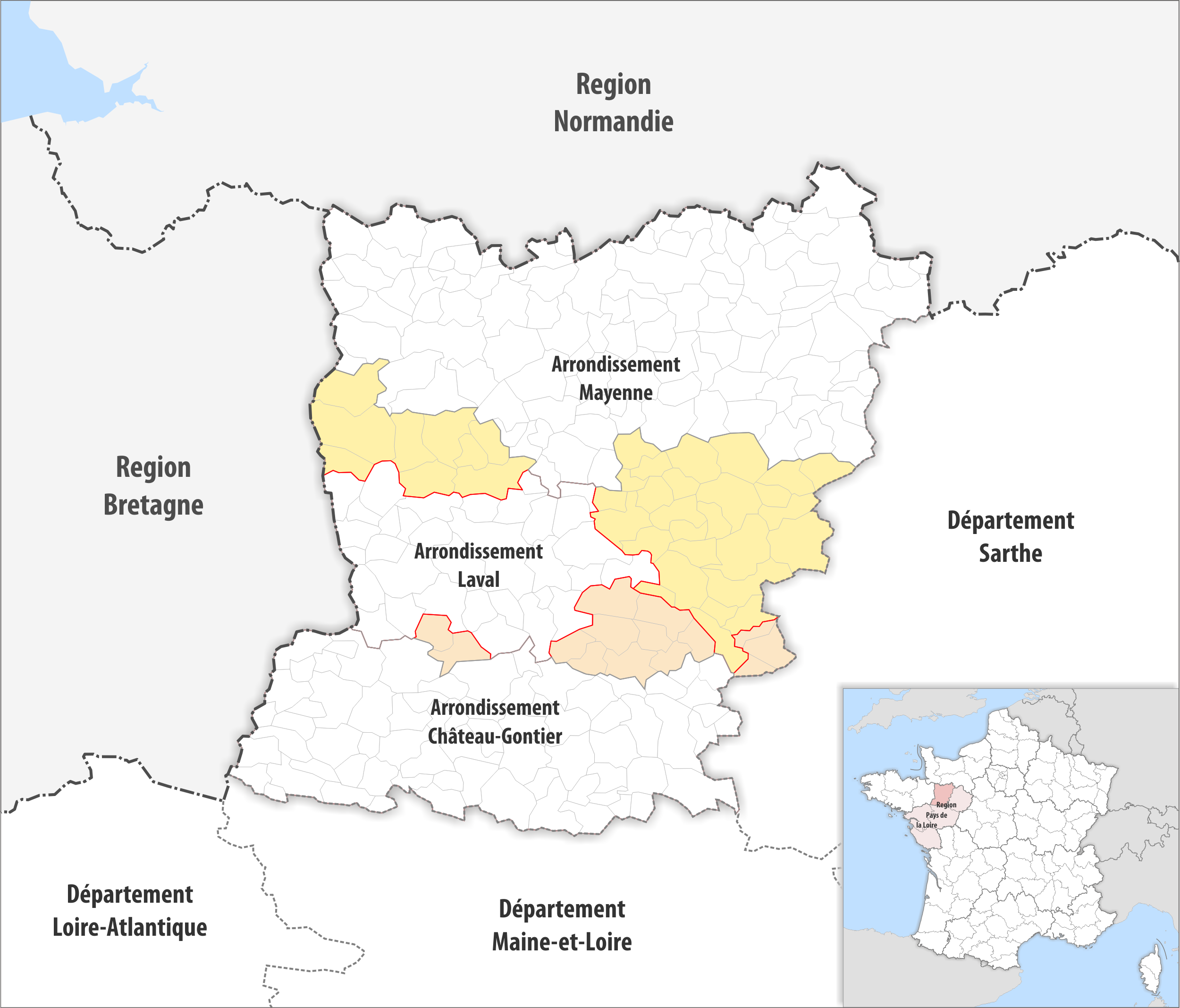
Arrondissementsanpassungen im Jahr 2017

Durch die Neuordnung der Arrondissements im Jahr 2017 wurde aus dem Arrondissement Laval die Fläche der 14 Gemeinden Arquenay, Astillé, Bannes, Bazougers, Chémeré-le-Roi, Cossé-en-Champagne, Courbeveille, La Bazouge-de-Chemeré, La Cropte, Le Bignon-du-Maine, Maisoncelles-du-Maine, Meslay-du-Maine, Saint-Denis-du-Maine und Val-du-Maine dem Arrondissement Château-Gontier und die Fläche der 36 Gemeinden Andouillé, Assé-le-Bérenger, Blandouet-Saint Jean, Brée, Chailland, Châtres-la-Forêt, Deux-Évailles, Évron, Gesnes, Juvigné, La Baconnière, La Bigottière, La Chapelle-Rainsouin, La Croixille, Livet, Mézangers, Montourtier, Montsûrs-Saint-Céneré, Neau, Saint-Christophe-du-Luat, Sainte-Gemmes-le-Robert, Saint-Georges-le-Fléchard, Saint-Georges-sur-Erve, Saint-Germain-le-Guillaume, Saint-Hilaire-du-Maine, Saint-Léger, Saint-Ouën-des-Vallons, Saint-Pierre-des-Landes, Saint-Pierre-sur-Erve, Sainte-Suzanne-et-Chammes, Saulges, Thorigné-en-Charnie, Torcé-Viviers-en-Charnie, Vaiges, Vimarcé, Voutré dem Arrondissement Mayenne zugewiesen.

## Ehemalige Gemeinden seit der landesweiten Neuordnung der Kantone
bis 2016: Loiron, Ruillé-le-Gravelais